# Istituto di letteratura musicale concentrazionaria
L'Istituto di Letteratura Musicale Concentrazionaria  è una istituzione privata, con sede a Barletta. La sua missione è raccogliere, archiviare, studiare e diffondere la produzione musicale dei campi di concentramento.
Al 2024, il patrimonio è quantificabile in circa 8000 partiture, 100 strumenti musicali appartenuti agli internati, 5000 libri e 200 opere d'arte, raccolte da Roberto Malini.
Esso si compone di una casa editrice, ILMC edizioni, e di una biblioteca.
È prevista la candidatura dell'Istituto nel registro delle Memorie del mondo

## Cittadella della Musica Concentrazionaria
Il progetto, presentato per la prima volta nel 2017, prevede la formazione nell'ex distilleria di Barletta di un grande centro internazionale di ricerca storica dedicato alla musica concentrazionaria, costituito da un campus universitario, un museo, una biblioteca, un ristorante Kosher e un auditorium.
Nel 2019 il progetto è stato ufficialmente presentato al Senato della Repubblica. 
I lavori dovrebbero avere inizio nel 2025.